# Bálint Ferenc (humorista)
Bálint Ferenc (BéFé) (Zilah, 1980. július 8. –) erdélyi magyar humorista.
Tóth Szabolccsal ketten alapították a Szomszédnéni Produkciós Iroda humortársulatot. Rendszeresen fellépnek Magyarországon és Erdélyben. A Kolozsvári Rádióban havi rendszerességgel jelentkeztek műsorukkal. Az RTL Klub Showder Klub című műsorában is szerepeltek. Az Erdélyi Humorfesztivál megalapítói, 2014-ben immár 11. alkalommal szervezték meg.
2014-ben Karinthy-gyűrűt kapott.

## Könyvei
- Felelős alkoholista – Túlélési tanácsok világjárvány esetére (2020)[3]
- Boldogságtól ordítani - A 100 legszebb veszekedés a kezdetektől napjainkig (2021)[4]